# Mario Costa Cardol
Mario Costa Cardol (Saluzzo, 1925 – Milano, 2004) è stato un giornalista, scrittore e storico italiano.

## Biografia
Inviato di periodici italiani in Francia e in Belgio per molti anni, era un profondo conoscitore della cultura e della storia di quei paesi sulle quali ha pubblicato numerosi saggi.
Al suo rientro in Italia ha scritto la prima importante serie di libri sul Risorgimento, che hanno dato vita a tutta una nuova vivace storiografia critica basata su informazioni e documentazioni meno note. La morte gli ha impedito di completare il quarto volume della collana. Nei suoi ultimi anni si è dedicato allo studio della storia e delle persecuzioni subite dalle comunità ebraiche nella Russia zarista durante la Grande Guerra.

## Opere
- Francesi allo specchio. Milano: Feltrinelli, 1963
- Les Français sont comme ça. Parigi: Denöel, 1964
- De Gaulle. Milano: Della Volpe, 1966
- Pétain. Milano: Fabbri Editore, 1983
- Venga a Napoli Signor Conte. Storia poco nota del nostro Risorgimento. Milano: Mursia, 1986
- Ingovernabili da Torino. I tormentati esordi dell'unità d'Italia. Milano: Mursia, 1989
- Va' pensiero su Roma assopita. Storia italiana 1866-1876. Milano: Mursia, 1993
- Ultimo Zar - Primo Olocausto. Panoramica storica dei personaggi che hanno segnato l'evolversi dei fatti che sono culminati con il primo sterminio degli ebrei del XX secolo. Milano: Lulav Editrice, 2001
- Una raccolta di sui saggi è stata pubblicata sul numero monografico dei Quaderni Padani, n.73, Settembre-ottobre 2007

| Controllo di autorità | VIAF (EN) 59182651 · ISNI (EN) 0000 0001 1765 4690 · SBN CFIV104071 · LCCN (EN) n85383419 · BNF (FR) cb124633765 (data) · J9U (EN, HE) 987007260124805171 |